# أحمد معبد عبد الكريم
أحمد معبد عبد الكريم سليمان حسن كُلَيْبَاتِي (ولد 1359 هـ/ 1939 م) عالم حديث نبوي وأستاذ بكلية أصول الدين والدعوة بالزقازيق جامعة الأزهر.

## ولادته وتحصيله
ولد أحمد معبد عبد الكريم في مصر بقرية الشيخ سعد التابعة لبلدة العجميين، مركز أبشواي، محافظة الفيوم، عام 1359هـ/ 1939م. بدأ دراسته في كُتَّاب القرية، شرع في حفظ القرآن الكريم في الثامنة من عمره تقريبًا، انتقل إلى المدرسة الابتدائية قسم حفاظ القرآن الكريم الذي كان يلحق ببعض المدارس الابتدائية في ذلك الوقت، وأتمَّ حفظ القرآن وتجويده برواية حفص في قسم الحفاظ، وتعلَّم بعض قواعد الحساب والإملاء والخط. ثم التحقَ بالقسم الابتدائي بمعهد القاهرة الديني التابع للأزهر الشريف.
ثم درس المرحلة الثانوية الأزهرية بالمعهد نفسه، ومدَّتها خمس سنوات حصل على شهادة الثانوية الأزهرية عام 1961م، ثم التحقَ بكلية أصول الدين بالقاهرة جامعة الأزهر، وحصل منها على درجة الإجازة (الليسانس) في عام 1966م، قسم التفسير والحديث، بتقدير جيد جدًّا مع مرتبة الشرف الثانية. ثم تابع دراسته العليا في قسم التفسير بكلية أصول الدين بالقاهرة، وحصل منها على شهادة العالِمية (الماجستير) في التفسير وعلومه سنة 1969م، ثم حصل على درجة (الماجستير) في الحديث وعلومه سنة 1971م، وعلى شهادة العالمية العالية (الدكتوراه) في الحديث وعلومه من كلية أصول الدين بالقاهرة سنة 1978 م بمرتبة الشرف الأولى.

## عمله ووظائفه
إمام وخطيب ومدرس بوزارة الأوقاف ، والتربية والتعليم منذ سنة 1967 م .
معيد ، ثم مدرس مساعد ، ثم مدرس بكلية أصول الدين بالقاهرة جامعة الأزهر من 1971 إلى 1979 م
أستاذ مساعد ثم أستاذ مشارك بقسم السنة وعلومها بكلية أصول الدين بالرياض جامعة الإمام محمد بن سعود الإسلامية من 1399 هـ وحتى 1417 هـ وخلال ذلك قام بالتدريس للمرحلة الجامعية ، ومرحلة الدراسات العليا لطلاب كلية أصول الدين بالرياض بأقسامها الثلاثة : وهي قسم العقيدة والمذاهب المعاصرة ، والتفسير وعلومه ، والسنة وعلومها .
أستاذ مساعد بكلية أصول الدين والدعوة بالزقازيق جامعة الأزهر منذ 1999 م .

## المؤلفات
- الحافظ العراقي وأثره في السنة
- علوم الحديث بين المتقدمين والمتأخرين[2]
- النفح الشذي في شرح جامع الترمذي لابن سيد الناس اليعمرى المتوفى سنة 734 هـ.[3]
- إرشاد القارى إلى النص الراجح لحديث (ويح عمار) في صحيح البخارى ، وأثر ذلك في تحقيق معنى الحديث وفقهه.[4]
- سيف بن عمر التميمي ، وتحقيق الأقوال في حاله ، وفي درجة مروياته.[5]
- مجموعة فتاوى منشورة في جريدة الأهرام بالقاهرة تحت عنوان اسألوا الفقيه[6]
- من مناهج المحدثين في القرنين الخامس والسادس، الحكماء للنشر، الطبعة الأولى، سنة 2019م/1440هـ.
- السنة النبوية الشريفة شبهات وردود، الحكماء للنشر، الطبعة الأولى، سنة 2020م/1441هـ

## وصلات خارجية
- صفحته على موقع طريق الإسلام
- د.أحمد معبد عبد الكريم في ضيافة أ.وجدان العلي